# 아사히촌 (니가타현 히가시쿠비키군)
아사히촌(旭村)은 니가타현 히가시쿠비키군에 있던 촌이다.

## 역사
- 1889년 4월 1일 - 정촌제 시행에 수반해 히가시쿠비키군 우라다촌이 성립하였다.
- 1955년 3월 31일 - 오시마촌, 호쿠라촌과 합병해 오시마촌이 신설되어 소멸하였다.

## 참고문헌
- 『市町村名変遷辞典』東京堂出版、1990年。